# Potwory kontra Obcy
Potwory kontra Obcy (ang. Monsters vs. Aliens) – film animowany z 2009 roku. Wyprodukowany przez studio DreamWorks. Światowa premiera odbyła się 27 marca 2009, a polska – 29 maja 2009.
Film wydany w Polsce na Blu-ray przez Imperial CinePix.

## Fabuła
Akcja filmu zaczyna się na Antarktydzie. Dwóch naukowców lokalizuje UFO (z początku jeden z nich w to nie wierzy, jednak gdy patrzy w ekran, na którym była wyświetlona lokalizacja, nie jest takim niedowiarkiem). Według ich badań spadnie prosto w serce Kalifornii. Mężczyźni ogłaszają czerwony alarm.
Susan Murphy, przygotowując się do ślubu, zostaje uderzona meteorytem. Podczas ślubu zwiększa się do niewiarygodnych rozmiarów i zostaje przeniesiona do strefy 51, czyli podziemnej celi potworów. Tam poznaje Brakujące Ogniwo - człowieka rybę sprzed ponad tysiąca lat, Insektozaura - gigantyczną gąsienicę, która napadła na Tokio, profesora Karalucha - człowieka z głową owada, uwielbiającego śmieci i BOB-a - żyjącą własnym życiem żelatynę, nieposiadającą mózgu.
Na Ziemi ląduje nieznany kosmiczny robot. Nie pomaga uspokajanie prezydenta - przybysz ciągle stoi w jednym miejscu i strzela do wszystkich, którzy chcą się do niego zbliżyć. Generał, właściciel strefy 51, przedstawia rozwiązanie - potwory będą walczyć z robotem. Nie wszyscy są tego zdania, ale nie ma innego wyjścia.
Generał oznajmia potworom reguły - jeżeli pokonają przybysza, zostaną uwolnione. BOB zostaje przez robota zdeptany (jednak, kiedy przybysz podnosi nogę, okazuje się, że tylko się do niej przykleił). Robot goni Susan, zaś Ogniwo i Karaluch ścigają przybysza w tramwaju. Bohaterowie docierają do wiszącego mostu, przez który ewakuują się mieszkańcy miasta. Robot uniemożliwia im to, próbując zabić Susan. Murphy cało wychodzi z potyczki. Potwór zostaje przepołowiony, potwory zaś odzyskują wolność i robią imprezę w domu Susan.
Tymczasem prezydent dowiaduje się, że Gallaksar - ufoludek, który stworzył robota, planuje zemstę. Dzięki połączeniu informuje go, że to koniec Ziemi - stworzy na niej własną planetę. Więzi Susan i odbiera jej moc, a potem, dzięki niej stwarza miliony siebie i odbiera życie Insektozaurowi. Murphy ma zostać zniszczona, jednak Ogniwo, Karaluch i BOB przebierają się za klony i odbijają Susan. Kiedy Murphy, po pokonaniu miliona Gallaksarów, dociera do przywódcy. Włącza samozniszczenie, a potem, z Ogniwem, BOB-em i Karaluchem odlatują z generałem na Insektozaurze, który zamienił się w motyla. Razem odlatują do Los Angeles.

## Obsada
- Reese Witherspoon – Susan Murphy / Gigantika
- Seth Rogen – B.O.B.
- Paul Rudd – Derek
- Hugh Laurie – Dr Karaluch
- Kiefer Sutherland – Generał W.R. Monger
- Rainn Wilson – Gallaxhar
- Stephen Colbert – Prezydent Stanów Zjednoczonych
- Will Arnett – Brakujące Ogniwo

## Wersja polska
Opracowanie wersja polskiej: Start International Polska

Reżyseria: Elżbieta Kopocińska-Bednarek

Dialogi polskie: Bartosz Wierzbięta

Dźwięk i montaż: Michał Skarżyński

Kierownictwo produkcji: Dorota Nyczek

W wersji polskiej udział wzięli:
- Barbara Kałużna – Susan Murphy / Gigantika
- Wojciech Paszkowski – Profesor Karaluch
- Jarosław Boberek –  Brakujące Ogniwo
- Grzegorz Pawlak – B.O.B.
- Mieczysław Morański – Gallaksar
- Zbigniew Suszyński – Prezydent
- Miłogost Reczek – Generał W. R. Monger
- Waldemar Barwiński – Derek
- Miriam Aleksandrowicz-Kraśko – Mama Dereka
- Anna Apostolakis-Gluzińska - Mama Susan
- Tomasz Bednarek
- Dariusz Błażejewski
- Wojciech Chorąży
- Andrzej Chudy – Tata Susan
- Andrzej Gawroński
- Mikołaj Klimek
- Elżbieta Kopocińska-Bednarek –  Komputer na statku Gallaksara
- Agnieszka Kunikowska
- Cezary Kwieciński – Sierżant
- Barbara Melzer
- Aleksander Mikołajczak – Reporter
- Joanna Pach
- Magdalena Różczka – Katie
- Paweł Szczesny
- Robert Tondera
- Klementyna Umer
- Janusz Wituch – Jerry
- Krzysztof Zakrzewski